# Klimakteriet (film)
|  | Denne artikel er oprettet af botten Steenthbot ud fra en ekstern database. Den kan derfor have sproglige fejl eller mangler. Denne skabelon kan fjernes efter kontrol af indholdet. |

Klimakteriet er en dansk dokumentarfilm fra 1982 instrueret af Ebbe Preisler og Povl Willadsen Rødding.